# Френсис Вейланд Тёрстон
Френсис Вейланд Тёрстон (англ. Francis Wayland Thurston) — вымышленный персонаж из рассказа «Зов Ктулху» (1926) Говарда Филлипса Лавкрафта, а также последователей «Мифов Ктулху». Одинокий ученый, антрополог, живущий в Бостоне, штат Массачусетс.

## Описание
Лавкрафт так описывает Френсиса Тёртона в рассказе «Зов Ктулху»:
В книге были ссылки на разрозненные заметки, которые дали мне немало материала для размышлений – на самом деле, так много, что мое сохранившееся недоверие объясняется разве что моей тогдашней философией, насквозь пропитанной скептицизмом. Сегодня я с трудом понимаю свой тогдашний бездушный рационализм. В книге ощущался привкус безумных снов мифотворцов и теософов, и размах воображения воистину космического масштаба. Записи снов и газетные вырезки, несомненно, явились весомыми доказательствами существования тайного культа; но мой неистребимый рационализм и необычность всей этой истории неумолимо подталкивали меня к, казалось бы, самым разумным выводам. 
Между тем история культа по-прежнему меня завораживала; а порою я мечтал о том, как прославлюсь, досконально изучив происхождение культа. Побеседовав с Леграссом я узнал из первых рук сведения, как наглядное подтверждение всего того, что написал мой дед, и это взволновало меня заново. Я был уверен, что напал на след самой настоящей, архисекретной и весьма древней религии, и открытие это принесет мне известность как антропологу. Я по-прежнему подходил к культу с позиций убежденного материалиста, – хотел бы я оставаться таковым и сейчас! – и с необъяснимым упрямством сбрасывал со счетов совпадения между записями снов и подборкой странных газетных вырезок, составленных профессором Эйнджеллом.

Все перевернулось в моей душе. Меня гложет изнутри темный ужас, которому не суждено утихнуть вплоть до того момента, когда и я расстанусь с жизнью, «по чистой случайности». Плеск воды о борт корабля сделался для меня невыносимым и я заткнул уши ватой. Не знать мне ни сна, ни покоя, пока я думаю об извечных ужасах, что затаились за гранью жизни во времени и пространстве, и о тех богомерзких дьяволах с древних звезд, что погружены в сон на дне морском – их чтят служители культа; они ждут своего часа, дабы выпустить их в мир, когда очередное землетрясение вновь поднимет со дна чудовищный Р'льех. Я узрел тот ужас, что содержит в себе Вселенная и теперь даже весенние небеса и цветы лета отныне и впредь будут для меня что яд. Не думаю, что я проживу долго. Ктулху грезит в пучине. Настанет время – но я не должен думать об этом, я не могу! Об одном молюсь: чтобы страницы эти никому не попались на глаза!
Френсис Вейланд Тёрстон — антрополог из Бостона, который случайно наткнулся на мифы о Культе Ктулху. Внучатый племянник и наследник Джорджа Гаммелл Энджелла (1834 – 23 ноября 1926), который был профессором по древним языка в Брауновском университете в Провиденс. Просматривая бумаги архива профессора обнаружил глиняный барельеф с изображением древнего божества Ктулху и книгу «Культ Ктулху» за авторством его деда. После чего он, заинтересовавшись находкой, начинает своё расследование смерти деда, что была связана с необъяснимыми явлениями. В течение нескольких лет продолжал работу по изучению Культа Ктулху в надежде повысить свою профессиональную репутацию. Тёрствон просматривал труды по оккультизму, теософии и мифологии, которые изучал Энджелл. Его дед скончался от «неосторожного толчка» моряка на узкой улочке Уильямс-стрит на набережной, когда возвращался с лодки из Ньюпорта. На момент смерти ему было 92 года. 
Френсис Тёрстон сопоставил газетные вырезки и обнаружил связь. Это открытие, вероятно, решило его судьбу. После он много путешествовал. Он беседовал в Новом Орлеане с инспектором Леграссом и полицейскими, участвовавшими в рейде на Культ Ктулху в болотах Луизианы. Навестил художника Генри Уилкокса в Провиденс. Позже посетил минералога и хранителя музея в Патерсоне, штат Нью-Джерси, который показал журнал моряка Йохансена. Тёрстон расширил исследование Культа Ктулху за пределы того, что обнаружил Энджелл. Он случайно обнаружил статью из австралийской газеты Sydney Bulletin от 18 апреля 1925 года, о бедствии корабля в Тихом океане. В итоге отправился в Осло и побеседовал с семьей моряка.
Тёрстон прочел в дневнике Йохансона описание Ктулху и Р'льех. После этого его начали мучить видения о подводных существах. Само существование этого титанического существа является бесконечным источником глубокого беспокойства для Тёрстона, поскольку оно показывает, насколько хрупким является хваленое превосходство человеческого вида на нашей планете. В итоге Тёрстон умер от неизвестной причины недалеко от доков Провиденс.  

## Другие авторы
Томас Лиготти в коротком рассказе «Еретическое откровение профессора Ф. В. Тёрстона о Бостоне, Провиденсе и всём человеческом роде» (The Blasphemous Enlightenment of Prof. Francis Wayland Thurston of Boston, Providence, and the Human Race") (1985) пишет о Френсисе Тёрстоне. 
Чарльз Стросс в рассказе «Каталог катастрофы» (2002) упоминает Френсиса Тёрстона. 

## Вдохновение
Лавкрафт не описывает внешний вид Френсиса Тёрстона и не указывает его возраст, но у этого персонажа много автобиографичных черт. 
Имя Френсиса Тёрстона появляется только в подзаголовке рассказа, который первоначально был выпущен в «Weird Tales», но был исключен из более поздних переизданий, вплоть до издания «Arkham House» 1981 года. 
«Тёрстон» — это старинная фамилия в Провиденс. Фрэнсис Вэйланд — имя четвертого президента Брауновского университета, который много сделал для создания этого учебного заведения с 1827 по 1855 годы.

## Адаптации
Мэтт Фойер сыграл роль Френсиса Тёрстона в черно-белом фильме «Зов Ктулху» (2005). Позже он играл роль Алберта Уилмарта в черно-белом фильме «Шепчущий во тьме» (2011). 